# Hinduja-Gruppe
Die Hinduja-Gruppe ist ein indischer Mischkonzern.
Die Hinduja-Gruppe beschäftigt über 72.000 Mitarbeiter und ist in mehr als sechzig Ländern tätig, unter anderem auf dem Finanzmarkt, dem Telekommunikationssektor, sowie in der Film- und Ölbranche.

## Management
Eigentümer der Gruppe sind die Brüder Srichand Hinduja (* 28. November 1935, Shikarpur, Indien), Gopichand Hinduja (* 29. Februar 1940), Prakash Hinduja und Ashok Hinduja. Die Sunday Times „Rich List“ schätzt ihr Gesamtvermögen auf 11,9 Milliarden Pfund (ca. 17,7 Milliarden Schweizer Franken) und damit als die Nummer 1 der Reichen im Vereinigten Königreich.

## Geschichte
Das Unternehmen wurde von Paramanand Deepchand Hinduja (* 1901 Shikarpur; † 1971), dem Vater der Hinduja-Brüder, gegründet. Er eröffnete 1919 ein Kredit- und Handelsgeschäft in Teheran. Die Familie Hinduja war dann bis 1979 hauptsächlich im Iran tätig. Noch vor der Revolution verließen sie den Iran. Srichand und Gopichand emigrierten nach London, wo sie das Export-Unternehmen ihres Vaters weiter ausbauten. Prakash lebt heute in Genf, Ashok in Mumbai.

## Unternehmen der Hinduja-Gruppe
| Branche                 | Unternehmen                                                                                                |
| ----------------------- | --- |
| Automobilbau            | Ashok Leyland, Automotive Coaches & Components, Lanka Ashok Leyland, Ennore Foundries, Irizar TVS          |
| Banken                  | IndusInd Bank, Hinduja Bank, KBL European Private Bankers                                                  |
| Energie und Chemie      | Gulf Oil International, Gulf Oil Corporation                                                               |
| Informationstechnik     | HTMT Global Solutions                                                                                      |
| Medien und Unterhaltung | InNetwork Entertainment, InCablenet, Shop 24 Seven India Pvt, Hinduja TMT, IndusInd Media & Communications |

Die Bankholdinggesellschaft KBL European Private Bankers (seit 2020 Quintet Private Bank genannt), zu der auch Merck Finck & Co gehört, sollte 2010 für 1,35 Milliarden Euro von der KBC Group in Brüssel an die Hinduja-Gruppe verkauft werden. Der Verkauf scheiterte jedoch an der Zustimmung der luxemburgischen Finanzaufsichtsbehörde Commission de Surveillance du Secteur Financier (CSSF).

## Tätigkeiten und Verwicklungen
In den 1990er Jahren wurde den Hinduja-Brüdern vom indischen Central Bureau of Investigation (CBI) vorgeworfen, im Zusammenhang mit einer Lieferung von 400 Haubitzen im Wert von 1,8 Milliarden US-Dollar durch den schwedischen Konzerns Bofors an die indische Regierung Provisionszahlungen von 7 Millionen US-Dollar erhalten zu haben. Im Jahr 2005 wurde diese Anschuldigung nach achtzehnjähriger Untersuchung vom Obersten Indischen Gericht fallengelassen.
Als der Fahrzeughersteller Ashok Leyland, ein Unternehmen der Hinduja-Gruppe mit Sitz in Indien und geleitet von Ashok Hinduja, die sudanesische Regierung belieferte, kam es in Großbritannien zu Konflikten. Einige der Geschäftsführer der indischen Firma waren britische Staatsbürger bzw. in Großbritannien wohnhaft, die getätigten Geschäfte mit dem Sudan aber nicht mit der britischen Waffengesetzgebung vereinbar.
Die Familie gründete Stiftungen wie die Hinduja Foundation für wohltätige Zwecke in Indien, dem Vereinigten Königreich und in den Vereinigten Staaten, die sich weltweit in den Bereichen Gesundheit, Erziehung, Kultur und Sport engagieren.